# Yusuke Imamura
Yusuke Imamura (今村 優介 Imamura Yusuke?), född 27 december 1997 i Kanagawa prefektur, är en japansk fotbollsspelare.
Imamura började sin karriär 2020 i Azul Claro Numazu.